# Vallères
Vallères – miejscowość i gmina we Francji, w Regionie Centralnym, w departamencie Indre i Loara.
Według danych na rok 1990 gminę zamieszkiwało 699 osób, a gęstość zaludnienia wynosiła 47 osób/km² (wśród 1842 gmin Regionu Centralnego Vallères plasuje się na 545. miejscu pod względem liczby ludności, natomiast pod względem powierzchni na miejscu 888.).